# Nova deca
A Nova deca (magyarul: Új gyerekek) a szerb Sanja Ilić és a Balkanika dala, amellyel Szerbiát képviselték a 2018-as Eurovíziós Dalfesztiválon, Lisszabonban. A dal a 2018. február 20-án megrendezett szerb nemzeti döntőben, a Beovizijában nyerte el az indulás jogát, ahol a zsűri és a nézői szavazatok együttese alakította ki a végeredményt.

## Eurovíziós Dalfesztivál
A dalt az Eurovíziós Dalfesztiválon először a május 10-i második elődöntőben adák elő, fellépési sorrendben harmadikként a Romániát képviselő The Humans Goodbye című dala után és a San Marinót képviselő Jessika és Jenifer Brening Who We Are című dala előtt. 
Az elődöntőből a kilencedik helyen jutottak tovább a május 12-i döntőbe, ahol fellépési sorrendben tizedikként léptek fel az Egyesült Királyságot képviselő SuRie Storm című dala után és a Németországot képviselő Michael Schulte You Let Me Walk Alone című dala előtt. 
A pontozás során a zsűri szavazáson összesítésben a huszonegyedik helyen végeztek 38 ponttal (Montenegrótól maximális pontot kaptak), míg a nézői szavazáson a tizenkettedik helyen végeztek 75 ponttal (Horvátországtól, Montenegrótól, Svájctól és Szlovéniától maximális pontot kaptak), így összesítésben 113 ponttal a verseny tizenkilencedik helyezettjei lettek.
A következő szerb induló Nevena Božović Kruna című dala volt a 2019-es Eurovíziós Dalfesztiválon.

## Külső hivatkozások
- Dalszöveg
- A dal előadása a szerb nemzeti döntőben. YouTube-videó, Eurovision Song Contest, 2018. február 22.
- A dal előadása a dalfesztivál második elődöntőjében. YouTube-videó, Eurovision Song Contest, 2018. május 10.
- A dal előadása a dalfesztivál döntőjében. YouTube-videó, Eurovision Song Contest, 2018. május 12.